# 阿部真央ベスト
『阿部真央ベスト』（あべまおベスト）は、阿部真央のベスト・アルバム。2019年1月23日にポニーキャニオンから発売された。

## 概要
『Road to 10th Anniversary』の一環としてリリースされた作品。
『シングルコレクション19-24』以来となるベスト・アルバムだが、本作ではデビュー・アルバム『ふりぃ』から当時の最新シングル「変わりたい唄」までの作品より厳選された楽曲をはじめ、CDに未収録となっていた「クソメンクソガールの唄」、本作のために書き下ろした「28歳の唄」を含む全36曲を収録している。
初回限定盤と通常盤の2形態で発売され、シングル「変わりたい唄」収録曲のミュージック・ビデオとそのメイキング、阿部にとって人生初となるスカイダイビングを体験した際の映像（特典映像）を収録したDVDが付属されている。また、初回限定盤はCDケースがスリーブケースで覆われている。

## 収録曲
| 全作詞・作曲: 阿部真央。 |                                        |           |            |                    |      |
| #                        | タイトル                               | 作詞      | 作曲・編曲 | 編曲               | 時間 |
| 1.                       | 「ふりぃ」                             | 阿部真央  | 阿部真央   | 小森雄壱           | 3:53 |
| 2.                       | 「キレイな唄」                         | 阿部真央  | 阿部真央   | 小森雄壱           | 5:23 |
| 3.                       | 「デッドライン」                       | 阿部真央  | 阿部真央   | 阿部真央           | 3:04 |
| 4.                       | 「Don't leave me」                     | 阿部真央  | 阿部真央   | 鬼塚真嗣           | 5:08 |
| 5.                       | 「17歳の唄」                           | 阿部真央  | 阿部真央   | 安藤正和           | 5:39 |
| 6.                       | 「伝えたいこと」                       | 阿部真央  | 阿部真央   | 小森雄壱           | 4:12 |
| 7.                       | 「I wanna see you」                    | 阿部真央  | 阿部真央   | 安藤正和           | 3:34 |
| 8.                       | 「貴方の恋人になりたいのです」         | 阿部真央  | 阿部真央   | 安藤正和           | 5:09 |
| 9.                       | 「いつの日も」                         | 阿部真央  | 阿部真央   | 小森雄壱           | 5:17 |
| 10.                      | 「私は貴方がいいのです」               | 阿部真央  | 阿部真央   | 阿部真央           | 3:21 |
| 11.                      | 「未だ」                               | 阿部真央  | 阿部真央   | 安藤正和、小森雄壱 | 3:25 |
| 12.                      | 「モンロー」                           | 阿部真央  | 阿部真央   | 小森雄壱           | 3:08 |
| 13.                      | 「ポーカーフェイス」                   | 阿部真央  | 阿部真央   | 小森雄壱           | 3:44 |
| 14.                      | 「ロンリー」                           | 阿部真央  | 阿部真央   | 安藤正和           | 3:57 |
| 15.                      | 「morning」                            | 阿部真央  | 阿部真央   | 阿部真央           | 5:01 |
| 16.                      | 「モットー。」                         | 阿部真央  | 阿部真央   | 小森雄壱、安藤正和 | 3:28 |
| 17.                      | 「じゃあ、何故」                       | 阿部真央  | 阿部真央   | 小森雄壱、安藤正和 | 3:36 |
| 18.                      | 「ストーカーの唄 〜3丁目、貴方の家〜」 | 阿部真央  | 阿部真央   | 阿部真央           | 3:54 |
| 合計時間:                | 合計時間:                              | 合計時間: | 74:53      |                    |      |

| 全作詞・作曲: 阿部真央。 |                                  |           |            |            |      |
| #                        | タイトル                         | 作詞      | 作曲・編曲 | 編曲       | 時間 |
| 1.                       | 「側にいて」                     | 阿部真央  | 阿部真央   | 笹路正徳   | 5:26 |
| 2.                       | 「戦いは終わらない」             | 阿部真央  | 阿部真央   | 是永巧一   | 4:37 |
| 3.                       | 「天使はいたんだ」               | 阿部真央  | 阿部真央   | 小森雄壱   | 4:33 |
| 4.                       | 「Believe in yourself」          | 阿部真央  | 阿部真央   | akkin      | 3:51 |
| 5.                       | 「それぞれ歩き出そう」           | 阿部真央  | 阿部真央   | 小森雄壱   | 4:34 |
| 6.                       | 「這い上がれMY WAY」             | 阿部真央  | 阿部真央   | akkin      | 4:11 |
| 7.                       | 「Don't let me down」            | 阿部真央  | 阿部真央   | akkin      | 3:03 |
| 8.                       | 「女たち」                       | 阿部真央  | 阿部真央   | akkin      | 3:48 |
| 9.                       | 「逝きそうなヒーローと糠に釘男」 | 阿部真央  | 阿部真央   | akkin      | 2:43 |
| 10.                      | 「母である為に」                 | 阿部真央  | 阿部真央   | 和田健一郎 | 4:40 |
| 11.                      | 「K.I.S.S.I.N.G.」               | 阿部真央  | 阿部真央   | akkin      | 3:28 |
| 12.                      | 「immorality」                   | 阿部真央  | 阿部真央   | 岡崎体育   | 4:27 |
| 13.                      | 「喝采」                         | 阿部真央  | 阿部真央   | akkin      | 3:18 |
| 14.                      | 「まだ僕は生きてる」             | 阿部真央  | 阿部真央   | 和田健一郎 | 4:20 |
| 15.                      | 「変わりたい唄」                 | 阿部真央  | 阿部真央   | akkin      | 3:40 |
| 16.                      | 「なんにもない今から」           | 阿部真央  | 阿部真央   | 和田健一郎 | 4:29 |
| 17.                      | 「クソメンクソガールの唄」       | 阿部真央  | 阿部真央   | 阿部真央   | 5:23 |
| 18.                      | 「28歳の唄」                     | 阿部真央  | 阿部真央   | 阿部真央   | 1:27 |
| 合計時間:                | 合計時間:                        | 合計時間: | 71:58      |            |      |

| #   | タイトル                                                      | 作詞 | 作曲・編曲 |
| --- | ------------------------------------------------------------- | ---- | ---------- |
| 1.  | 「変わりたい唄」(Music Video)                                 |      |            |
| 2.  | 「まだ僕は生きてる」(Music Video)                             |      |            |
| 3.  | 「なんにもない今から」(Music Video)                           |      |            |
| 4.  | 「変わりたい唄」(Music Video メイキング)                      |      |            |
| 5.  | 「まだ僕は生きてる」(Music Video メイキング)                  |      |            |
| 6.  | 「なんにもない今から」(Music Video メイキング)                |      |            |
| 7.  | 「阿部真央ベスト ジャケットメイキング」                       |      |            |
| 8.  | 「あべまおらじお 〜10周年だよ！超超超超番外編〜」(メイキング) |      |            |
| 9.  | 「10周年チャレンジ企画 〜スカイダイビング編〜」               |      |            |
| 10. | 「10周年スペシャル対談 〜阿部真央×森朋之(ライター)〜」        |      |            |